# アラビア語サハラ方言
アラビア語サハラ方言（英: Saharan Arabic）は、アラビア語の口語（アーンミーヤ）のひとつで、マグリブ方言に分類される言語。アルジェリアのアトラス山脈周辺をはじめとする地域で話されている。

## 名称
アルジェリア・サハラ・アラビア語、タマンラッセトゥ・アラビア語（英: Tamanrasset Arabic）、タマンガッセトゥ・アラビア語（英: Tamanghasset Arabic）ともいう。

## 分布
アルジェリアの主にアトラス山脈の付近のモロッコとの国境沿い地域の推定10万人、ニジェール、マリの近隣地域の1万人が話す。

アラビア語の口語（アーンミーヤ）の方言地図

## 参照
1. ↑  Saharan Arabic reference at Ethnologue (17th ed., 2013)